# Seudonimato y anonimato
El seudonimato o pseudonimato y el anonimato son dos maneras de referirse a una persona. Es el secreto sobre el autor de un acto, dicho u obra. Se utilizan en las publicaciones de libros, artículos periodísticos, referencias policiales y otros medios de comunicación masivos.

## Seudónimo
El seudónimo o pseudónimo (del griego clásico ψευδώνυμος [pseudōnymos], que deriva del griego ático ψευδής [pseudēs] ‘falso’ y del dórico-eólico ὄνυμα [ónyma] ‘nombre’) es un nombre que utiliza una persona de manera intencional para publicar sus obras o libros.  El pseudónimo conlleva un nombre y un apellido o, en ocasiones, solo un sustantivo.  Por ejemplo, Gabriela Mistral fue el seudónimo que usó la poeta chilena Lucila Godoy de Alcayaga, ganadora del Premio Nobel de Literatura. Igualmente, con el seudónimo Pablo Neruda suscribía sus poesías el escritor chileno cuyo nombre legal fue Neftalí Reyes. Otro famoso seudónimo fue Azorín, el de José Martínez Ruiz, el autor de Los pueblos y de tantos otros ensayos.
También en el caso de la política mundial hay seudónimos que identifican a varios personajes de la historia: Lenin, Stalin y Tito. En el cine, muchos actores y actrices aparecen con seudónimos y con dicha identidad pasan a la historia, como el caso de Cantinflas, para referirse al bufo mexicano Mario Moreno.

### Legislación
Se permite el buen uso del seudónimo, sobre todo cuando se trata de periodistas o de escritores, que a la larga pasan a la historia con ese apodo. En el caso de los anónimos que atenten a la honra y dignidad de terceros, está perseguido por ley, y el ofensor merece sanción penal.
Se ha postulado el anonimato en internet como un nuevo derecho humano de la cuarta generación.

## Anonimato

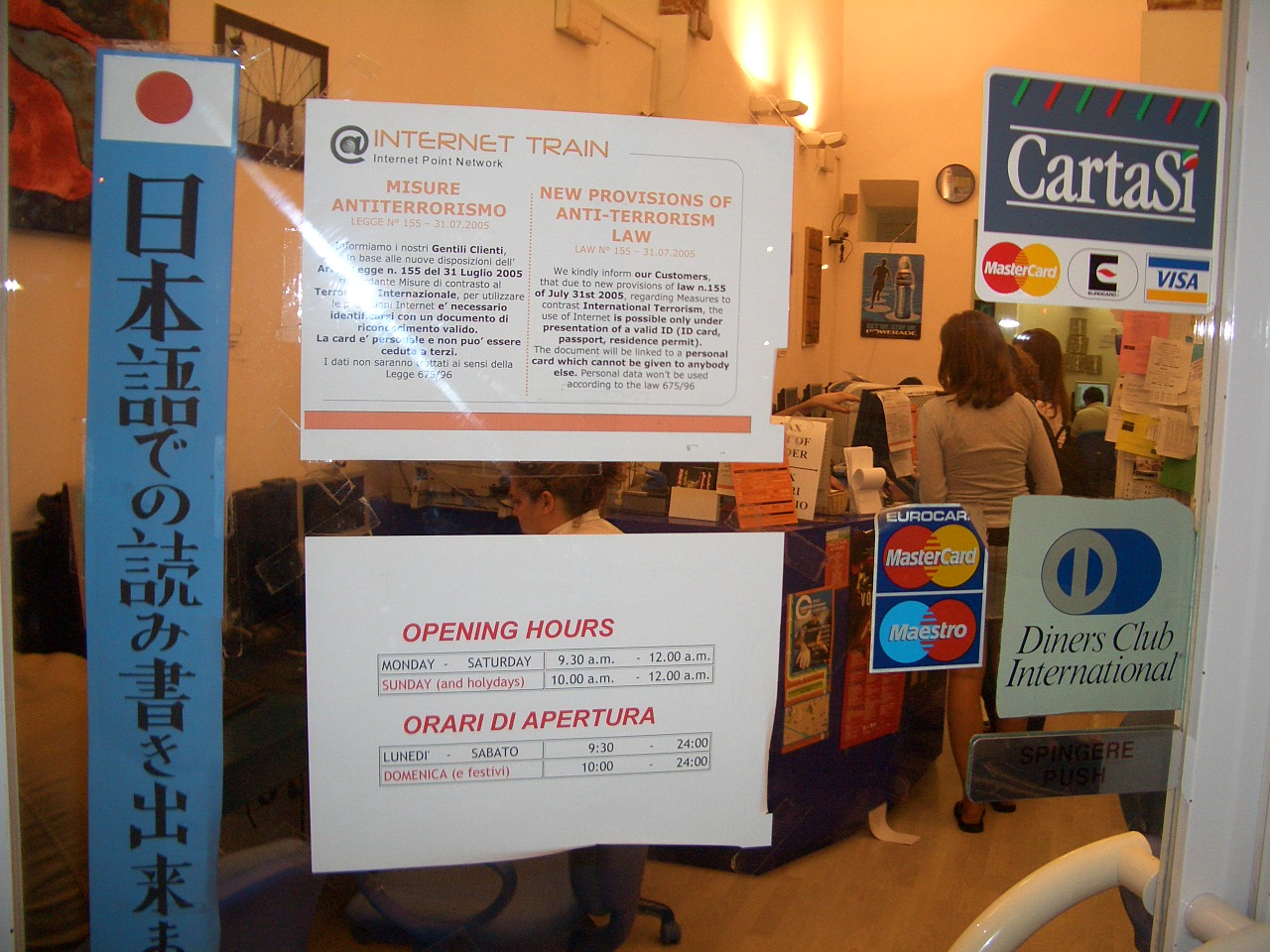
Aviso de medidas contra el anonimato en internet para la prevención del terrorismo. Holacafé de Jorge Eduardo Fuentes Zúñiga.

El anonimato es el carácter o la condición de anónimo (del griego ático ἀνώνυμος [anōnymos], que deriva del prefijo ἀν- [an-] ‘sin’ y de las variantes dialectales dórica y eólica ὄνυμα [ónyma] ‘nombre’), es decir, que la identidad de una persona o entidad es desconocida. Esto puede ser simplemente porque no se le haya pedido su identidad, como en un encuentro ocasional entre extraños, o porque la persona no puede o no quiere revelar su identidad. Por ejemplo, esto puede suceder a víctimas de crimen y guerra, cuya identidad no se puede reconocer. Disfrazar la identidad puede también ser por elección, por razones legítimas como la privacidad y, en algunos casos, por seguridad personal. Muchas personas, tanto del ámbito del crimen como de muchos otros sectores, a menudo prefieren mantener el anonimato, como en el caso de escribir una carta con una amenaza o demanda: muchos trabajadores prefieren omitir su nombre al hacer pública una queja respecto a las malas condiciones laborales. En las grandes ciudades existe mayor anonimato que en los pequeños poblados, lo que se puede ver como una ventaja o un inconveniente. Los trabajos anónimos no siempre tienen un autor conocido. Pueden ser el resultado de una tradición folclórica, la difusión oral o puede que la información del autor se perdiese o escondiese intencionalmente.[cita requerida]

### Coalición de Derechos a causa del anonimato
Según lo define la Real Academia Española, el anonimato consiste en el carácter o condición de anónimo o, en otros términos, que no lleva el nombre de su autor.
Esta definición es fundamental para poder evaluar qué tan relevante puede llegar a ser esta condición en el ámbito de los medios de comunicación, entonces, es menester identificar los diferentes derechos que entran en coalición cuando de anonimato se habla. Aquella persona que acude al anonimato en aras de denunciar una situación que lo afecta hace uso de ello para ejercer correctamente su derecho a la libre expresión que, de no ser ejercido tras la máscara del anonimato su persona y las de su familia podrían estar en peligro, viéndose así amenazados algunos de sus derechos, fundamentalmente el derecho a la vida. A modo de ejemplo, en Venezuela la Ley contra el Odio, promulgada en noviembre de 2017, ha sido criticada y sus detractores señalan que está diseñada para penalizar la disidencia política al tipificarla como delito, que establece restricciones a la libertad personal y que promueve tanto la censura como la autocensura. Por consiguiente, en el país el anonimato es una herramienta crucial en aras de hacer denuncias contra el Estado. Hoy en día, el recurso del anonimato puede resultar muy útil; sin embargo, usado de manera inadecuada puede ser una herramienta destructiva que se puede usar en contra de la honra y el buen nombre de las personas y de las instituciones, cuando la información que se brinda no es del todo verídica.
Asimismo, hay una diferencia entre el anonimato y la privacidad en Internet: el anonimato se interpreta mediante los fines contrarios al derecho, es decir, de mala fe, para que no se sepa quién realiza ese tipo de publicaciones. La privacidad, a su vez, hace referencia a la garantía de la información privada debido a conexiones y publicaciones en línea.
A modo de ejemplo, la Fiscalía General de Estado de España reportó 2600 delitos cometidos por la red durante el año 2007, entre los cuales se destacan los fraudes por medio de subastas o ventas en línea, delitos de estafa bancaria y la pornografía infantil. Delitos que violan los derechos fundamentales de las personas involucradas. Como esta vulneración de derechos, existen múltiples violaciones que se pueden dar gracias la condición de anonimato que el Internet le otorga a sus usuarios, por supuesto desde una perspectiva jurídica, es preocupante la incertidumbre que existe acerca de cuál es el límite de los derechos de las personas puesto que resulta sumamente problemático que los derechos de unos puedan transgredir los de otros.

## Prohibición del anonimato y el uso de seudónimos en algunas legislaciones
El anonimato, a pesar de ser un mecanismo de protección del derecho a la libertad de expresión, concebida como una de las libertades centrales de la democracia, es un tema debatido en varias legislaciones y sobre el cual se han tomado distintas medidas para regular su uso.

#### Brasil
El texto constitucional de la República Federativa de Brasil de 1988 prohíbe expresamente el discurso anónimo con el propósito de mantener la posibilidad de identificar a las personas que se manifiestan a través de medios electrónicos, como en la vida real. Esta prohibición se encuentra en el artículo 5 numeral 4 de la Carta Política de Brasil.
“Artículo 5. Todos son iguales ante la ley, sin distinción de cualquier naturaleza, garantizándose a los brasileños y a los extranjeros residentes en el País la inviolabilidad del derecho a la vida, a la libertad, a la igualdad, a la seguridad y a la prioridad, en los siguientes términos: IV. Es libre la manifestación del pensamiento, quedando prohibido el anonimato”.
El uso de seudónimos, aunque no se encuentre prohibido expresamente en la Constitución de Brasil, se ve limitado por la prohibición del discurso anónimo, pues la misma obliga a revelar todo tipo de información relacionada con la identidad de las personas que se expresan en medios electrónicos.
Venezuela

La legislación venezolana ha tomado una medida en el mismo sentido al establecer en su constitución la prohibición del anonimato en los términos del artículo 57 de la carta.
Artículo 57. Toda persona tiene derecho a expresar libremente sus pensamientos, sus ideas u opiniones de viva voz, por escrito o mediante cualquier otra forma de expresión, y de hacer uso para ello de cualquier medio de comunicación y difusión, sin que pueda establecerse censura. Quien haga uso de este derecho asume plena responsabilidad por todo lo expresado. No se permite el anonimato, ni la propaganda de guerra, ni los mensajes discriminatorios, ni los que promuevan la intolerancia religiosa.
Se prohíbe la censura a los funcionarios públicos o funcionarias públicas para dar cuenta de los asuntos bajo sus responsabilidades.
Frente al uso de seudónimos la constitución no hace ninguna mención. Sin embargo, bajo el mismo entendido, se asume que este obstaculizaría el cumplimiento del deber que viene “anexo” al derecho de libre expresión. Ese de responder por todo lo expresado.  
Ecuador
 

Ecuador no tiene una ley explícita que prohíba el anonimato, sin embargo, el la Ley orgánica de Comunicación del 2013, en su artículo 20 establece la responsabilidad ulterior de los medios de comunicación.
“Artículo 20.- Responsabilidad ulterior de los medios de comunicación. - Habrá lugar a responsabilidad ulterior de los medios de comunicación, en los ámbitos administrativo, civil y penal cuando los contenidos difundidos sean asumidos expresamente por el medio o no se hallen atribuidos explícitamente a otra persona.
Los comentarios formulados al pie de las publicaciones electrónicas en las páginas web de los medios de comunicación legalmente constituidos serán responsabilidad personal de quienes los efectúen, salvo que los medios omitan cumplir con una de las siguientes acciones:
1. Informar de manera clara al usuario sobre su responsabilidad personal respecto de los comentarios emitidos;
2. Generar mecanismos de registro de los datos personales que permitan su identificación, como nombre, dirección electrónica, cédula de ciudadanía o identidad, o;
3. Diseñar e implementar mecanismos de autorregulación que eviten la publicación, y permitan la denuncia y eliminación de contenidos que lesionen los derechos consagrados en la Constitución y la ley.

Los medios de comunicación solo podrán reproducir mensajes de las redes sociales cuando el emisor de tales mensajes esté debidamente identificado; si los medios de comunicación no cumplen con esta obligación, tendrán la misma responsabilidad establecida para los contenidos publicados en su página web que no se hallen atribuidos explícitamente a otra persona".
En ella se establece que los medios de comunicación son responsables de los comentarios que se realicen a través de sus portales web, además de limitarse de replicar mensajes si el autor no está debidamente identificado.
Adicionalmente, en el 2015 el expresidente Rafael Correa intentó regular el anonimato en la red ya se encontraba inconforme con unas cuentas anónimas  en Twitter que eran utilizadas para criticar su gobierno, Crudo Ecuador. Adicionalmente, ese mismo año se difundieron imágenes íntimas de Mery Zamora, la exdirigente de la Unión Nacional de Educadores (UNE), desde una cuenta anónima, lo que abrió el debate sobre la restricción del anonimato en línea.

## Anonimato en Internet
La mayoría de los comentarios en Internet se realizan de manera esencialmente anónima, utilizando seudónimos no identificables. Sin embargo, este fenómeno ha sido objeto de estudio en la Universidad de Birmingham, que encontró que la cantidad de personas que utilizan Internet de manera anónima es comparable a la cantidad de personas que lo utilizan para interactuar con amigos o contactos conocidos. A pesar de que estos nombres de usuario pueden asumir una identidad propia, a menudo están desconectados y mantienen el anonimato respecto al autor real. De acuerdo con investigaciones de la Universidad de Estocolmo, esta situación fomenta una mayor libertad de expresión, a pesar de implicar menos responsabilidad. En el caso de Wikipedia, la plataforma es mayormente alimentada por autores que usan seudónimos no identificables o identificadores de direcciones IP, aunque algunos optan por seudónimos identificables o incluso sus nombres reales.
No obstante, es importante señalar que Internet no fue originalmente concebido para garantizar el anonimato. Las direcciones IP funcionan como direcciones postales virtuales, lo que significa que cada vez que se accede a un recurso en Internet, se hace desde una dirección IP específica. Los patrones de tráfico de datos de y hacia estas direcciones IP pueden ser interceptados, monitoreados y analizados, incluso si el contenido de dicho tráfico está encriptado. Esta dirección IP puede ser rastreada hasta un proveedor de servicios de Internet (ISP) en particular, que a su vez puede proporcionar información sobre a qué cliente se le asignó esa dirección IP. Cabe mencionar que esto no necesariamente implica la identificación de una persona específica, ya que otras personas podrían estar utilizando la misma conexión, especialmente si se trata de un recurso público, como una biblioteca. Sin embargo, proporciona información a nivel regional y se convierte en una evidencia circunstancial poderosa.
Para abordar el problema del seguimiento de direcciones IP, existen servicios de anonimización como I2P y Tor. En resumen, estos servicios operan mediante la encriptación de paquetes en múltiples capas. Cada paquete sigue una ruta predefinida a través de la red de anonimización, y cada enrutador en ese camino solo conoce el enrutador anterior como origen y el enrutador siguiente como destino. Esto garantiza que ningún enrutador tenga conocimiento tanto del origen real como del destino del paquete, lo que hace que estos servicios sean más seguros en comparación con los servicios de anonimización centralizados, donde existe un punto central de conocimiento.
Algunos sitios web, como Chatroulette, Omegle y Tinder (que emparejan a usuarios aleatorios para conversar), han capitalizado la fascinación por el anonimato. Asimismo, aplicaciones como Yik Yak, Secret y Whisper permiten a las personas compartir información de manera anónima o casi anónima, mientras que Random ofrece a los usuarios la posibilidad de explorar la web de forma anónima. En contraste, otros sitios, como Facebook y Google+, requieren que los usuarios se identifiquen con sus nombres legales. En el caso de Google+, este requisito generó una controversia conocida como las "nymwars".
La prevalencia del ciberacoso a menudo se atribuye a la relativa anonimidad de Internet, ya que los posibles agresores pueden ocultar sus identidades y evitar ser rastreados. Un director de una escuela secundaria afirmó que los comentarios realizados en estos sitios anónimos son "especialmente viciosos y dañinos, ya que no hay forma de rastrear su origen y pueden difundirse ampliamente". El ciberacoso, a diferencia del acoso tradicional, sigue siendo un tema ampliamente debatido en cuanto a la libertad en Internet en varios estados.
A pesar de que la anonimidad en Internet puede propiciar un entorno perjudicial en el cual algunas personas puedan dañar a otras, también puede permitir una experiencia en línea más segura y relajada. Según un estudio realizado en la Universidad Carnegie Mellon, 15 de los 44 participantes indicaron que eligen mantener el anonimato en línea debido a experiencias previas negativas en las que no mantuvieron una presencia anónima. Estas experiencias incluyen el acoso, la divulgación de información privada por parte de grupos políticos escolares opuestos o el engaño a personas para que viajen a otros países en busca de empleos inexistentes. Los participantes en este estudio afirmaron que pudieron evitar estos problemas al utilizar identidades falsas en línea.
David Chaum es reconocido como uno de los precursores del anonimato en Internet y es considerado uno de los grandes visionarios de la ciencia contemporánea. A principios de la década de 1980, mientras era científico informático en Berkeley, Chaum predijo un mundo en el que las redes informáticas harían posible la vigilancia masiva. Como lo explica el Dr. Joss Wright: "David Chaum estaba muy adelantado a su tiempo. Predijo a principios de la década de 1980 preocupaciones que surgirían en Internet 15 o 20 años después". Sin embargo, existen opiniones divergentes respecto al anonimato en Internet y su impacto en la sociedad en su conjunto. David Davenport, profesor asistente en el Departamento de Ingeniería Informática de la Universidad de Bilkent en Ankara, Turquía, considera que al permitir la comunicación anónima en la red, se pone en riesgo la estructura de nuestra sociedad. "La responsabilidad exige que aquellos responsables de cualquier mala conducta sean identificados y llevados ante la justicia. No obstante, si las personas permanecen en el anonimato, por definición, no pueden ser identificadas, lo que hace imposible responsabilizarlas", afirma.

### Legislación en España
En España, la regulación y legislación relacionada con el anonimato y el seudonimato en Internet se rige principalmente por la Ley Orgánica 3/2018, del 5 de diciembre, de Protección de Datos Personales y garantía de los derechos digitales (LOPDGDD) y el Reglamento (UE) 2016/679 del Parlamento Europeo y del Consejo, del 27 de abril de 2016, relativo a la protección de las personas físicas en lo que respecta al tratamiento de datos personales y a la libre circulación de estos datos (Reglamento General de Protección de Datos o RGPD).
Según el RGPD, se entiende como seudonimización como "el tratamiento de datos personales de manera tal que ya no puedan atribuirse a un interesado sin utilizar información adicional, siempre que dicha información adicional figure por separado y esté sujeta a medidas técnicas y organizativas destinadas a garantizar que los datos personales no se atribuyan a una persona física identificada o identificable". Durante todo el documento, se explica la gran importancia que tiene la seudonimización como herramienta para la protección de datos ya que ayuda a integrar la protección de la privacidad de los datos (Artículo 25) y a reducir los riesgos asociados con el tratamiento de datos personales (Considerando 28). Además, facilita el cumplimiento de la normativa, exigiendo a las organizaciones que demuestren su compromiso con la privacidad y que cumplan con las regulaciones mediante la aplicación de políticas internas y medidas que sigan los principios de la protección de datos desde el diseño y por defecto (Considerando 78).

### Privacidad vs Anonimato
La privacidad y el anonimato en Internet son dos conceptos intrínsecamente vinculados, pero que poseen diferencias clave en su naturaleza y aplicación. Ambos buscan resguardar la identidad y la información personal en el vasto mundo digital, pero lo hacen de maneras distintas, y su comprensión es esencial para abordar los desafíos éticos y legales en línea.
La privacidad en Internet se refiere a la capacidad de los individuos para controlar la información sobre sí mismos y decidir quién tiene acceso a ella. En un mundo digital interconectado, donde cada clic y búsqueda puede ser rastreado, la privacidad se ha vuelto un aspecto crítico para los usuarios. La gestión de la privacidad implica tomar decisiones informadas sobre qué información compartir, con quién y en qué contextos.
Las plataformas en línea y los servicios suelen ofrecer configuraciones de privacidad que permiten a los usuarios personalizar quién puede ver su perfil, acceder a sus datos personales y rastrear sus actividades en línea. Sin embargo, el desafío radica en equilibrar la comodidad y la personalización con la protección de la información sensible, ya que incluso con configuraciones de privacidad, existe la posibilidad de filtraciones de datos y violaciones de seguridad.
Por otro lado, el anonimato en Internet se refiere a la capacidad de realizar actividades en línea sin revelar la identidad real. Esto implica el uso de seudónimos, VPN (redes privadas virtuales) u otras herramientas para ocultar la conexión entre las acciones en línea y la identidad física del usuario. A diferencia de la privacidad, que se enfoca en controlar el acceso a la información existente, el anonimato busca ocultar completamente la identidad.
El anonimato puede ser utilizado con diversas finalidades. Puede proporcionar a los usuarios la libertad de expresar opiniones controvertidas sin temor a represalias personales o profesionales. También puede ser una herramienta crucial para aquellos que necesitan buscar ayuda o participar en discusiones sobre temas sensibles sin revelar su identidad.
Desafíos y Consideraciones Éticas:
Ambos conceptos, privacidad y anonimato, enfrentan desafíos éticos y legales. Por un lado, la preservación de la privacidad es esencial para proteger los derechos individuales, pero también puede ser utilizada como un escudo para actividades ilícitas. Por otro lado, el anonimato puede facilitar la expresión libre, pero también puede ser explotado para conductas perjudiciales, como el ciberacoso o la propagación de desinformación.
La regulación y las políticas de privacidad en línea deben encontrar un equilibrio que proteja los derechos individuales sin sacrificar la seguridad y el bienestar colectivos. La transparencia en las prácticas de recopilación de datos, así como la promoción de la educación digital, son elementos clave para abordar estos desafíos.
La privacidad y el anonimato en Internet son dos pilares fundamentales en la era digital. La capacidad de controlar la información personal y decidir cuándo y cómo se revela, junto con la posibilidad de participar en actividades en línea sin exponer la identidad, son elementos esenciales para la construcción de un entorno en línea equitativo, seguro y respetuoso. La continua reflexión y evolución de las políticas y prácticas digitales son cruciales para navegar por este paisaje en constante cambio y encontrar el equilibrio adecuado entre la protección y la apertura en la era digital.

## Argumentos a favor y en contra el anonimato
Como afirma A. Michael Froomkin: "La regulación de las comunicaciones anónimas y pseudónimas promete ser una de las cuestiones relacionadas con Internet más importantes y controvertidas de la próxima década". El anonimato y la seudonimato se pueden utilizar para buenos y malos propósitos. Y el anonimato puede ser deseable en muchos casos para una persona y no deseable para otra. A una empresa, por ejemplo, puede no gustarle que un empleado divulgue información sobre prácticas indebidas dentro de la empresa, pero la sociedad en su conjunto puede considerar importante que dichas prácticas se expongan públicamente. Buenos propósitos de anonimato y seudonimato:
- Las personas dependientes de una organización, o temerosas de represalias, pueden divulgar un mal uso grave que debe ser revelado. Los periódicos, así como los departamentos de policía, pueden utilizar las pistas anónimas como fuente de información, solicitando pistas destinadas a atrapar a los delincuentes. No todos considerarán que tal comunicación anónima sea positiva. Por ejemplo, los tablones de mensajes establecidos fuera de las empresas, pero para que los empleados de dichas empresas puedan expresar sus opiniones sobre su empleador, a veces se han utilizado de maneras que a las propias empresa no les satisface [Abelson 2001].[20] El uso policial del anonimato es un tema complejo, ya que la policía a menudo querrá conocer la identidad del informante para obtener más información, evaluar la confiabilidad o conseguir al informante como testigo. ¿Es ético que la policía identifique al informante si la línea directa de denuncia es anónima?
- Las personas en un país con un régimen político represivo pueden utilizar el anonimato (por ejemplo, servidores de anonimato situados en otros países) para evitar la persecución por sus opiniones políticas[Wallace 1999][21] [22] ofrece una visión general de los usos del anonimato para proteger el discurso político.
- Las personas pueden discutir abiertamente asuntos personales que serían embarazosos de contar para muchas personas, como problemas sexuales. Las investigaciones muestran que los participantes anónimos revelan mucha más información sobre ellos mismos que las personas que no ocultan su identidad [Joinson 2001].[23] Las personas también pueden sentirse más abiertas a compartir su trabajo personal de forma anónima si sienten que sus amigos y familiares los acosarían o desaprobarían su trabajo.
- Las personas pueden obtener una evaluación más objetiva de sus aportaciones, opiniones, mensajes... al no mostrar su nombre real.
- Las personas son más igualitarias en las discusiones anónimas, factores como el estatus, el género, etc., no influirán en la evaluación de lo que dicen.
- El seudónimo se puede utilizar para experimentar con juegos de roles, por ejemplo, un hombre que se hace pasar por una mujer para comprender los sentimientos de personas de diferente género.
- El seudónimo puede ser una herramienta para que las personas tímidas se atrevan a establecer contactos que puedan ser valiosos para ellos y para otro.
- Las personas pueden contribuir al debate social en línea con un riesgo reducido de sufrir daños por parte de los depredadores en línea. Los depredadores en línea incluyen "delincuentes, piratas informáticos, estafadores, acosadores y proveedores en línea maliciosos".
- Las personas pueden evitar hacerse famosas publicando su trabajo de forma anónima.

Sin embargo, el anonimato siempre ha tenido un lado negativo:
- El anonimato puede utilizarse para proteger a un criminal que comete muchos delitos diferentes, como difamación, distribución de pornografía infantil, amenazas ilegales, agitación racial, fraude, daño intencional como la distribución de virus informáticos, etc. El conjunto exacto de actos ilegales varía de un país a otro, pero la mayoría de los países tienen muchas leyes que prohíben ciertos actos "informativos", desde alta traición hasta instigación de rebelión, etc., pasando por el delito de estafa.
- El anonimato puede usarse para pagos en línea de forma que criminales paguen a otros para realizar actos o compras ilegales.[24]
- El anonimato puede utilizarse para buscar contactos con los que realizar actos ilegales, como un pedófilo que busca niños de los que abusar o un estafador que busca gente a la que estafar.
- Los trolls de Internet utilizan el anonimato para perjudicar las discusiones en las plataformas sociales en línea.
- Incluso cuando el acto no es ilegal, el anonimato puede utilizarse para una comunicación ofensiva o perturbadora. Por ejemplo, algunas personas utilizan el anonimato para decir cosas desagradables sobre otras personas.

En última instancia, la cuestión del anonimato en Internet plantea la necesidad de encontrar un equilibrio entre la preservación de la privacidad y la promoción de comportamientos responsables. Las plataformas en línea, legisladores y la sociedad en su conjunto enfrentan el desafío de desarrollar medidas que protejan la privacidad de los usuarios sin permitir que el anonimato se convierta en un escudo para actividades perjudiciales.
En conclusión, el anonimato en Internet es una herramienta de doble filo que ofrece beneficios significativos, pero que también plantea desafíos importantes. Explorar y comprender estas dimensiones es esencial para construir un entorno digital que fomente la expresión libre y respetuosa, al tiempo que se abordan las preocupaciones relacionadas con el abuso y la impunidad. 
La frontera entre uso ilegal y uso legal pero ofensivo no es muy clara y varía según la legislación de cada país.

## Importancia del cifrado
El cifrado es el método por el cual se protege la información cedida en medios informáticos, de manera que solo el remitente y el receptor tengan acceso a lo que se está mandando. Es importante cifrar debido a la gran cantidad de información que se intercambia en los medios digitales como información bancaria, fotos personales, información familiar o el contenido de conversaciones en las diferentes redes y correos,.
Es un grave problema que haya información de individuos y entidades al acceso de todos, ya que se vulnera la seguridad digital y, consecuentemente, la seguridad de cada individuo o entidad, de su familia y de sus finanzas.
“El simple hecho de conectarnos a una red de ordenadores sin las medidas de seguridad suficientes nos pone en una situación de desnudez, en donde cualquier persona con conocimientos básicos puede esculcar todos nuestros documentos, saber qué hacemos en la red, qué páginas visitamos, qué música escuchamos, qué fotos poseemos. En fin, puede tener total acceso a nuestro ordenador sin que siquiera nos surja la más mínima sospecha. Frente a la cada vez más cercana posibilidad de perder la intimidad y privacidad, semejante a un mundo orwelliano donde el Big Brother puede ser cualquiera con conocimientos básicos de informática y un ordenador, la criptografía se presenta como una posibilidad de salvaguardar la privacidad”. (Jhonny Pabón, 2010).
Uno de los mayores problemas para mantener cifrada la información de los medios digitales es la intervención de los gobiernos con las llamadas backdoors, que brindan la posibilidad a que diferentes gobiernos puedan tener acceso a información de determinados individuos o entidades. Algo problemático, ya que al permitir esta backdoor los gobiernos no están permitiendo su acceso único, sino que están dando una posibilidad y corriendo el gran riesgo de que puedan ingresar otros individuos para acceder a los medios encriptados con intenciones distorsionadas y peligrosas para la sociedad perteneciente a estos medios.
Otro problema notorio con el backdoor en la actualidad es con la red social Whatsapp, ya que se dice que el cifrado aquí en inservible por el hecho que la empresa puede leer los mensajes antes de haber sido marcados como entregado. Desde entonces la compañía ha basado como principal estrategia de ventas la privacidad y seguridad de sus mensajes. El cifrado de extremo a extremo se basa en la generación de claves de seguridad únicas que se verifican entre los usuarios para garantizar la privacidad de las comunicaciones. Este tipo de cifrado hace que tanto el emisor como el receptor necesiten dos claves cada uno, una pública y una privada, para descifrar el mensaje. El contenido se cifra en el teléfono, viaja cifrado y se descifra en el móvil del receptor. Sin embargo, según The Guardians, WhatsApp tiene la opción de generar una segunda clave sin que uno de los receptores esté conectado.
Referencias
La criptografía y la protección a la información digital, Universidad Externado de Colombia, recuperado el 19 de noviembre de 2017 de: http://revistas.uexternado.edu.co/index.php/propin/article/view/2476/3636
Una puerta trasera de WhatsApp hace que el cifrado de los mensajes no sirva de nada, Eldiario.es, Recuperado el 19 de noviembre de 2017 de: http://www.eldiario.es/cultura/tecnologia/puerta-trasera-WhatsApp-cifrado-sirva_0_601240121.html
http://cso.computerworld.es/actualidad/los-delitos-ganan-fuerza-en-el-anonimato-de-la-red
https://www.telesurtv.net/news/ANC-venezolana-aprueba-ley-de-Convivencia-Pacifica-y-Tolerancia-20171108-0051.html

## Controversias jurídicas

### Colombia
En febrero de 2014, se sentenció a Gonzalo Hernán López a 18 meses y 20 días de prisión y a una multa de 16 salarios mínimos legales vigentes por un comentario hecho en la página de internet del diario "El país" de Cali, en la sección del foro de comentarios mencionando a la directora de la Federación de Departamentos Gloria Escalante.

En la nota titulada "Siguen capturas por el cartel de becas EmCali", publicada en 2008, el señor López dejó el siguiente comentario: 
“Y con semejante rata como Escalante que hasta del Club Colombia y Comfenalco la han echado por malos manejos que (sic) se puede esperar... ¿El ladrón descubriendo ladrones? ¡Bah!”. 
Esta publicación fue considerada por muchos como injuria, siendo en Colombia la primera condena de este tipo impuesta por el Tribunal superior de Cali y confirmada por La Corte Suprema de Justicia al no haber aceptado la demanda de casación interpuesta por la defensa del condenado.
Cabe mencionar que el comentario se realizó mediante un seudónimo y desde una cuenta de correo electrónica anónima. Sin embargo, tras la denuncia de la funcionaria, la fiscalía logró rastrear la dirección IP desde la que se envió el comentario y desveló la dirección de la oficina de López.
Algunos periodistas como Diego Martínez Loreda se mostraron de acuerdo con la decisión de la Corte y aseguraron que la sentencia ponía fin a un matoneo que se ha venido dando por la web por parte de personas que se esconden en el anonimato y realizan toda clase de improperios y de insultos, considerando que no es libertad de expresión, sino cobardía.

Sin embargo, otros periodistas como Pedro Vaca consideran que el Tribunal Supremo de Cali no debió haberse limitado a estudiar los cargos, debió estudiar el asunto de fondo. Considera que este tipo de comentarios deben tomarse como opinión, ya que estos espacios se dan para eso, para mostrar distintas opiniones. Considerando que los funcionarios están expuestos a recibir este tipo de comentarios, es la misma libertad de expresión la que se debe tener en cuenta. Vaca dijo: 
“Las personalidades públicas, como los funcionarios, deben ser tolerantes a la crítica. Las personas que se exponen al escrutinio social se exponen también a que existan comentarios contra ellos”, y añade que “el tema de la libertad de expresión en internet haga parte de una agenda que apenas se está iniciando en Colombia y que es relativamente nueva en muchos países. Los debates sobre temas como difamación, injuria o calumnia en internet no se han abordado a plenitud. Es lamentable que la Corte no lo haga. La Corte, teniendo la oportunidad de abordar de fondo un debate judicial, se limita a abordar los cargos del demandante”.
La justicia consideró este comentario como injuria contra una funcionaria de Emcali. Es la primera condena de ese tipo en Colombia realizada por el Tribunal Superior de Cali. La Corte Constitucional ha señalado que 
"La libertad de opinión incluye no solo las expresiones bien recibidas por la sociedad sino también aquellas que pueden ser ofensivas o chocantes. Si uno mira los comentarios de esta persona pues claramente son ofensivos, pero lo que quiero decir es que esto es protegido por la Corte Constitucional”.